# Dangerous Dave in the Haunted Mansion
Dangerous Dave in the Haunted Mansion (с англ. — «Опасный Дейв в особняке с привидениями»)  — продолжение компьютерной игры Dangerous Dave, созданное в 1991 году Джоном Ромеро, Джоном Кармаком, Адрианом Кармаком и Томом Холлом (компаниями id Software и Gamer's Edge). Сиквел разрабатывался для компенсации потерь издателя Softdisk, из-за увеличения срока выпуска продукции Gamer’s Edge с одного месяца до двух. Игра разработана на движке Shadow Knights. В новой игре из серии игр о Дэйве был добавлен код для более плавного передвижения персонажей. Также у Дейва появилось ружьё, которое перезаряжается, когда он стоит без движения. Игра представлена в 2D проекции.

## Оригинальная версия
Смысл игры заключается в том, что Дэйв должен спасти брата Делберта из плена. Для этого нужно пройти через особняк, наполненный множеством враждебных существ. Необходимо пройти 8 уровней, заполненных врагами: зомби, привидениями, «слизняками», летающими черепами, ведьмами, оборотнями и пауками, используя ружьё с магазином на 8 патронов. В уровнях присутствуют всевозможные ловушки и сияющие алмазы. В конце игры герою необходимо уничтожить главного босса. Ещё один босс встречается в середине игры, на 4-м уровне.
В игре отсутствует возможность сохранения.

## Мобильная версия
В 2008 игра Dangerous Dave in the Haunted Mansion была портирована на мобильный телефон. Игра сохранила геймплей, графику и атмосферу оригинальной версии Dangerous Dave in the Haunted Mansion. Мобильная версия игры разработана на Java.

## Отзывы и критика
| Русскоязычные издания | Русскоязычные издания |
| Издание               | Оценка                |
| --------------------- | --------------------- |
| Game.EXE              | 4,7 из 5              |